# 2-га піхотна дивізія (Третій Рейх)
2-га піхотна дивізія (Третій Рейх) (нім. 2. Infanterie-Division) — піхотна дивізія Вермахту. 12 жовтня 1937 переформована на 2-гу моторизовану дивізію.

## Історія
2-га піхотна дивізія була сформована 1 жовтня 1934 року в ході 1-ї хвилі мобілізації в 2-му військовому окрузі (нім. Wehrkreis II) у Штеттіні.

## Райони бойових дій
- Німеччина (жовтень 1934 — жовтень 1937)

## Командування

### Командири
- генерал-лейтенант Губерт Герке (нім. Hubert Gercke) (1 грудня 1934 — 31 березня 1937);
- генерал-лейтенант Пауль Бадер (нім. Paul Bader) (1 квітня — 12 жовтня 1937).